# Gnidia ambondrombensis
Gnidia ambondrombensis är en tibastväxtart som först beskrevs av Pierre Boiteau, och fick sitt nu gällande namn av Z.S.Rogers. Gnidia ambondrombensis ingår i släktet Gnidia och familjen tibastväxter. Inga underarter finns listade i Catalogue of Life.